# Alpha, Michigan
Alpha är en ort i Iron County i delstaten Michigan, USA.